# Les Trois Cousines
Pour plus de détails, voir Fiche technique et Distribution.
Les Trois Cousines est un film français, une comédie, réalisé par Jacques Daniel-Norman, sorti en 1947.

## Synopsis
Pour recevoir l'héritage de son oncle, mort au Brésil, Claude, qui n'a pas un sou, doit absolument épouser l'une de ses trois cousines.

## Fiche technique
- Titre français : Les Trois Cousines
- Réalisation : Jacques Daniel-Norman
- Scénario : André-Paul Antoine
- Adaptation et dialogues : Jacques Daniel-Norman
- Photographie : Victor Arménise
- Décors : Robert Giordani
- Son : René Renault
- Musique : Francis Lopez
- Montage : Monique Bonnot
- Production : Jules Calamy
- Société de production : Les Productions Calamy - Cocinor
- Pays de production :  France
- Format : Noir et blanc - 35 mm - 1,37:1
- Genre : comédie
- Durée : 105 minutes
- Date de sortie : 
  - France : 17 septembre 1947
- Affiche : Claire Finel (France)

## Distribution
- Andrex : Claude, jeune ingénieur sans le sou
- Rellys : Césarin Malfait
- Lysiane Rey : Isabelle
- Marie Bizet : Sophie, la cousine tyrolienne
- Jacqueline Roman : Joséphine, la cousine martiniquaise
- Maria Cordoba : Conchita, la cousine espagnole
- Roland Armontel : Sainte-Lucie
- Marcelle Praince : Mme de Sainte-Lucie
- Joe Alex : Le Noir
- Marthe Sarbel : La princesse
- Gustave Gallet : Mitaine
- Hennery : L'infirmier
- Claude Rivory : Max
- Geno Ferny : Le notaire
- Julien Maffre : Le douanier
- Louise Lagrange
- Victor Vina
- Colette Mareuil
- Darling Légitimus
- Max Tréjean
- Ketty Kerviel